# Saison 3 de Battlestar Galactica
Chronologie
Saison 2 Saison 4
Cet article présente le guide des épisodes de la troisième saison de la série télévisée Battlestar Galactica.

## Synopsis

### Points clés de la saison
- Occupation de New Caprica par les cylons et organisation de la résistance ;
- destruction du Battlestar Pegasus ;
- découverte de quatre des cinq derniers cylons inconnus par le spectateur ;
- procès de Baltar.

## Distribution

### Personnages principaux
- Edward James Olmos (VF : Philippe Catoire) : Commandant William Adama
- Mary McDonnell (VF : Annie Balestra) : Présidente Laura Roslin
- Katee Sackhoff (VF : Ariane Deviègue) : Lieutenant Kara Thrace
- Jamie Bamber (VF : Mathias Kozlowski) : Capitaine Lee Adama
- James Callis (VF : Guy Chapellier) : Professeur Gaïus Baltar
- Tricia Helfer (VF : Laura Préjean) : Numéro Six
- Grace Park (VF : Marie-Ève Dufresne) : Lieutenant Sharon Valerii

### Personnages réguliers
- Michael Hogan (VF : Michel Voletti) : Colonel Saul Tigh
- Aaron Douglas (VF : Olivier Cordina) : Premier maître Galen Tyrol
- Tahmoh Penikett (VF : Bruno Forget) : Capitaine Karl "Helo" Agathon
- Kandyse McClure (VF : Fatiha Charette) : Lieutenant Anastasia Dualla
- Richard Hatch (VF : Bruno Dubernat) : Vice-président Tom Zarek
- Alessandro Juliani (VF : Thierry Bourdon) : Lieutenant Felix Gaeta
- Leah Cairns : Lieutenant Margaret Edmondson
- Nicki Clyne (VF : Sophie Froissard) : Cally
- Luciana Carro : Louanne "Kat" Katraine
- Kate Vernon : Ellen Tigh
- Lucy Lawless (VF : Vanina Pradier) : D'anna Biers/Numéro Trois
- Dean Stockwell (VF : Bernard Soufflet) : Cavil

## Équipe de production

### Producteurs
- Ronald D. Moore : Créateur, producteur délégué, scénariste
- David Eick : Producteur délégué
- Michael Angeli : Coproducteur délégué, scénariste
- Mark Verheiden : Coproducteur délégué, scénariste
- Harvey Frand : Producteur superviseur
- Michael Taylor (en) : Producteur superviseur
- Glen A. Larson : Producteur consultant
- Ron E. French : Producteur exécutif
- Bradley Thompson : Producteur
- David Weddle : Producteur
- Michael Rymer : Producteur, réalisateur
- Paul M. Leonard : Coproducteur

### Réalisateurs
- Michael Rymer : 7 épisodes
- Sergio Mimica-Gezzan : 3 épisodes
- Félix Enríquez Alcalá : 2 épisodes
- Michael Nankin : 2 épisodes
- Jean de Segonzac : 1 épisode
- Bill Eagles : 1 épisode
- Robert Young : 1 épisode
- Edward James Olmos : 1 épisode
- Rod Hardy : 1 épisode
- Wayne Rose : 1 épisode

### Scénaristes
- Bradley Thompson : 4 épisodes
- David Weddle : 4 épisodes
- Mark Verheiden : 4 épisodes
- Michael Angeli : 3 épisodes
- Ronald D. Moore : 2 épisodes
- Jane Espenson : 2 épisodes
- Michael Taylor (en) : 2 épisodes
- David Eick : 1 épisode
- Michael Young : 1 épisode
- Anne Cofell Saunders : 1 épisode / Story Editor[1]
- Seamus Kevin Fahey : Assistant des scénaristes

## Épisodes
1. Mission suicide (Occupation)
2. La Grande rafle (Precipice)
3. Exodus - 1ère partie (Exodus - Part. 1)
4. Exodus - 2ème partie (Exodus - Part. 2)
5. Le Cercle (Collaborators)
6. La Tête de lion (Torn)
7. La Balise (A Measure of Salvation)
8. Héros (Hero)
9. Le Grand combat (Unfinished Business)
10. Le Passage (The Passage)
11. L'Œil de Jupiter (The Eye of Jupiter)
12. Extase (Rapture)
13. L'Interrogatoire (Taking a Break from All Your Worries)
14. Les Sagitarrons (The Woman King)
15. Un jour particulier (A Day in the Life)
16. Grève générale (Dirty Hands)
17. Ouragan (Maelstrom)
18. L'Affrontement (The Son Also Rises)
19. Croisements - 1ère partie (Crossroads - Part. 1)
20. Croisements - 2ème partie (Crossroads - Part. 2)

### Mission suicide
- États-Unis : 6 octobre 2006 sur Sci Fi Channel
- France : 15 avril 2007 sur Sci Fi

- Lucy Lawless (Numéro Trois)
- Richard Hatch (Tom Zarek)

### La Grande Rafle
- États-Unis : 6 octobre 2006 sur Sci Fi Channel
- France : 15 avril 2007 sur Sci Fi

- Lucy Lawless (Numéro Trois)
- Richard Hatch (Tom Zarek)

- La scène finale où l'on voit des prisonniers sortir de camions est inspirée d'une scène similaire issue du film La Grande Évasion.

### Exodus:1repartie
- États-Unis : 13 octobre 2006 sur Sci Fi Channel
- France : 22 avril 2007 sur Sci Fi

- Lucy Lawless (Numéro Trois)
- Richard Hatch (Tom Zarek)

### Exodus:2epartie
- États-Unis : 20 octobre 2006 sur Sci Fi Channel
- France : 22 avril 2007 sur Sci Fi

- Lucy Lawless (Numéro Trois)
- Richard Hatch (Tom Zarek)

- Cet épisode a gagné l'Emmy Award des meilleurs effets spéciaux pour l'année 2007.

### Le Cercle
- États-Unis : 27 octobre 2006 sur Sci Fi Channel
- France : 29 avril 2007 sur Sci Fi

- Richard Hatch (Tom Zarek)
- Alisen Down (Jean Barolay)

- À partir de cet épisode, nous voyons le Galactica assez endommagé, à la suite de la bataille de l'épisode précédent, et une bonne partie de son équipement n'est plus utilisable.
- La population du Galactica est désormais en surnombre, à l'équipage réduit qu'il avait lors de l'attaque s'étant ajouté l'équipage du Pegasus, les anciens membres de l'équipage du Galactica qui avaient choisi de vivre à terre (Thrace, Tigh, Tyrol et Callie) ainsi que les civils dont le vaisseau a été détruit ou démantelé dans les épisodes précédents. L'ambiance évoque celle des camps de réfugiés.
- Le problème éthique abordé est celui du sort de ceux qui ont collaboré avec l'ennemi et qui sont accusés de complicité de crime contre l'humanité. Tom Zarek, partisan d'une justice expéditive, s'oppose à l'amiral Adama, qui souhaite un procès public. La présidente Roslin tranche en choisissant une solution analogue à celle qu'avait adoptée Nelson Mandela en créant des commissions vérité et réconciliation afin d'assurer la paix civile en Afrique du Sud après la fin de l'apartheid.

### La Tête de lion
- États-Unis : 3 novembre 2006 sur Sci Fi Channel
- France : 29 avril 2007 sur Sci Fi

Lucy Lawless (Numéro Trois)
- Cet épisode introduit le concept d'hybride cylon, un ordinateur semi-organique qui peut être considéré comme étant une base cylon.
- À partir de cet épisode, la copie Numéro Huit ayant une relation avec Helo porte le nom d'Athéna, nom étant celui de la fille du Commandant Adama dans la série originale.
- Selon Ronald D. Moore, la phrase « fin de ligne » que prononce tout le temps l'hybride vient du film Tron.

### La Balise
Pour les articles homonymes, voir Balise.
- États-Unis : 10 novembre 2006 sur Sci Fi Channel
- France : 6 mai 2007 sur Sci Fi

Lucy Lawless (Numéro Trois)

### Héros
- États-Unis : 17 novembre 2006 sur Sci Fi Channel
- France : 6 mai 2007 sur Sci Fi

- Carl Lumbly (Bulldog)

### Le Grand combat
- États-Unis : 1er décembre 2006 sur Sci Fi Channel
- France : 13 mai 2007 sur Sci Fi

### Le Passage
- États-Unis : 8 décembre 2006 sur Sci Fi Channel
- France : 13 mai 2007 sur Sci Fi

Lucy Lawless (Numéro Trois)

### L'Œil de Jupiter
- États-Unis : 15 décembre 2006 sur Sci Fi Channel
- France : 20 mai 2007 sur Sci Fi

Lucy Lawless (Numéro Trois) et Dean Stockwell (Cavil)

### Extase
- États-Unis : 21 janvier 2007 sur Sci Fi Channel
- France : 20 mai 2007 sur Sci Fi

- Lucy Lawless (Numéro Trois)
- Dean Stockwell (Cavil)

### L'Interrogatoire
- États-Unis : 28 janvier 2007 sur Sci Fi Channel
- France : 27 mai 2007 sur Sci Fi

### Les Sagitarrons
- États-Unis : 11 février 2007 sur Sci Fi Channel
- France : 27 mai 2007 sur Sci Fi

- Richard Hatch (Tom Zarek)
- Bruce Davison (Dr. Michael Robert)
- Gabrielle Rose (Mme King)

### Un jour particulier
- États-Unis : 18 février 2007 sur Sci Fi Channel
- France : 3 juin 2007 sur Sci Fi

Lucinda Jenney (Carolanne Adama)

### Grève générale
- États-Unis : 25 février 2007 sur Sci Fi Channel
- France : 3 juin 2007 sur Sci Fi

- David Patrick Green (Xeno Fenner)

### Ouragan
- États-Unis : 4 mars 2007 sur Sci Fi Channel
- France : 10 juin 2007 sur Sci Fi

Georgia Craig (Socrata Thrace)

### L'Affrontement
Pour les articles homonymes, voir L'Affrontement.
- États-Unis : 11 mars 2007 sur Sci Fi Channel
- France : 10 juin 2007 sur Sci Fi

- Mark Sheppard (Romo Lampkin)

- Katee Sackhoff n'est pas créditée lors de cet épisode.

### Croisements:1repartie
- États-Unis : 18 mars 2007 sur Sci Fi Channel
- France : 17 juin 2007 sur Sci Fi

- Mark Sheppard (Romo Lampkin)

- Katee Sackhoff n'est pas créditée lors de cet épisode.

### Croisements:2epartie
- États-Unis : 25 mars 2007 sur Sci Fi Channel
- France : 17 juin 2007 sur Sci Fi

- Mark Sheppard (Romo Lampkin)

- Cet épisode a une durée de 48 minutes au lieu des 43 habituelles et ne possède pas de générique de début.
- Katee Sackhoff n'est pas créditée en même temps que les autres acteurs principaux : elle l'est dans le générique de fin.
- Le thème de fin est une version réarrangée de la chanson All Along the Watchtower de Bob Dylan[2]. Certaines paroles de la chanson sont reprises par des personnages.
- La Terre apparaît pour la première fois, à la fin de l'épisode, montrant ainsi que la flotte s'approche de son ultime but et annonce le dénouement proche de la série.